# 12. Międzynarodowy Festiwal Filmowy w Wenecji
12. Międzynarodowy Festiwal Filmowy w Wenecji odbył się w dniach 20 sierpnia – 10 września 1951 roku.
Jury pod przewodnictwem włoskiego krytyka filmowego Mario Gromo przyznało nagrodę główną festiwalu, Złotego Lwa, japońskiemu filmowi Rashōmon w reżyserii Akiry Kurosawy. Drugą nagrodę w konkursie głównym, Nagrodę Specjalną Jury, przyznano amerykańskiemu filmowi Tramwaj zwany pożądaniem w reżyserii Elii Kazana.

## Członkowie jury

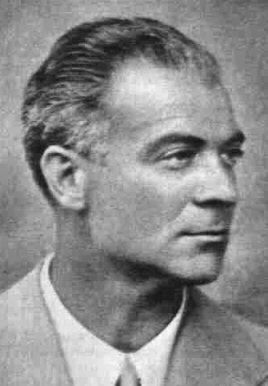
Przewodniczący jury konkursu głównego Mario Gromo

### Konkurs główny
- Mario Gromo, włoski krytyk filmowy − przewodniczący jury[2]
- Antonio Baldini, włoski pisarz
- Ermanno Contini, włoski krytyk filmowy
- Fabrizio Dentice, włoski kompozytor
- Piero Gadda Conti, włoski krytyk filmowy
- Vinicio Marinucci, włoski scenarzysta
- Gian Gaspare Napolitano, włoski scenarzysta
- Gian Luigi Rondi, włoski krytyk filmowy
- Giorgio Vigolo, włoski pisarz